# Daniel Vallejos
Luis Daniel Vallejos Obregón (27 maggio 1981) è un ex calciatore costaricano.

## Carriera

### Club
Vallejos, giunge al Puntarenas in prestito per un periodo di sei mesi dal Club Sport Herediano, squadra con cui ha trascorso la sua intera carriera professionale.

### Nazionale
Daniel è anche un membro della squadra Nazionale della Costa Rica con la quale debuttò il 17 aprile 2002 contro la Nazionale del Giappone in Yokohama, ed è andato in competizione nella Coppa del Mondo FIFA del 2002 in Giappone e Corea del Sud.
Con la Selezione Giovanile giocò il Mondiale Under 20 in Argentina nel 2001.